# Emmanuel Blanche
Pour les articles homonymes, voir Blanche.
Emmanuel Blanche est un peintre, aquarelliste, né le 21 juillet 1880 dans le 16e arrondissement de Paris et mort le 11 mai 1946 dans le 11e.

## Biographie
Pendant la Première Guerre mondiale, il contribue à l'illustration des catalogues de grands magasins parisiens. Grâce à ses talents de dessinateur et d'illustrateur, il est affecté dès le début de la Grande Guerre au service cartographie ; à l'aide de photos aériennes prises au-dessus des zones de combat dans la région de Verdun, il fournit à l'état-major des cartes détaillées des lignes de tranchées.
Il expose en 1927 et 1928 au Salon des indépendants les toiles Intérieur d'église (Pont-Croix) (1927) et Audierne, le port (1928).
Il est le frère et l'oncle des acteurs Louis et Francis Blanche.
Il expose au Salon d'Hiver en 1930.

## Salon des indépendants
- 1926 : œuvres n° 339, Foire aux cochons à Pont-Croix, et no 340, Scène de marché ;
- 1927 : œuvres n° 356, Intérieur de l'église à Pont-Croix, et n° 357, Marché à Audierne ;
- 1928 : œuvres n° 417, 'La rue Double, à Audierne, et n° 418, Audierne, le port ;
- 1930 : œuvres n° 407, Barques de pêche à Audierne (aquarelle), et n° 408, Port de Douarnenez (aquarelle) ;
- 1931 : œuvres n° 403, Le fort Vauban, Camaret, et n° 404, Vieille maison, port de Camaret ;
- 1932 : œuvres n° 415, Port-Joinville (Ile d'Yeu), et n° 416, Barques de pêche à Port-Joinville.

## Salon d'hiver
- 1930 : Pardon à Notre-Dame-de-Penhors, Quai à Audierne, Vieilles maisons à Salins-du-Jura[2].

## Illustration
- Susanne et les deux vieillards de Louis de La Noë (1908), NB : le thème de Suzanne au bain et des vieillards  a été utilisé par de nombreux peintres (par exemple : Le Tintoret)
- Rime à rien de Louis Hennevé (1927)
- La Main enchantée de Gérard de Nerval (1943)
- Ma vie de garçon. Faits et gestes du Vicomte de Nantel (Aux dépens d'un Amateur, 1945), ouvrage tiré à 345 ex.